# Alilovci
Alilovci falu Horvátországban, Pozsega-Szlavónia megyében. Közigazgatásilag Pozsegaszentpéterhez tartozik.

## Fekvése
Pozsegától 8 km-re északra, községközpontjától 5 km-re délre, a Pozsegai-medencében, Pozsega és Pozsegaszentpéter között a Topinac-patak partján fekszik.

## Története
A régészeti leletek tanúsága szerint Alilovci területe a történelem előtti időkben és a középkorban is lakott volt. Pozsegaszentpéter község régészeti lelőhelyei közül is kiemelkedik a „Krivalje” nevű lelőhely, mely a falu déli bejárata és temetője előtt az út nyugati oldalán emelkedő alacsony, hosszúkás magaslaton található. Ezen a mintegy 500 méter hosszú és 200 méter széles lelőhelyen 2004-ben a Velike-Pozsega gyorsforgalmi út építését megelőzően végzett feltárás során sok történelem előtti (Sopot-kultúra), illetve középkori településre utaló cseréptöredék került elő. A „Lipje” nevű lelőhelyen 2007-ben végeztek feltárásokat. Itt szántás során egész cserépedényeket fordított ki az eke. Az itt feltárt, félig a földbe ásott lakóépületeket a középső bronzkori Belegiš-kultúrához és az álzsinegdíszes Litze-kerámia kultúrájához tartozónak határozták meg. A bronzkori település jelentőségét húzza alá a térség egyik legrégibb borostyánkőből készített ékszere és egy ugyancsak borostyánból készített kenyér formájú idol.
A török kortól a 19. század elejéig két település állt ezen a helyen Alilovci és Galešić. Mindkét név családi névből származik. Alilovci a muzulmán Halilović család nevéből, míg a Galešić név valószínűleg a Galović névből való. A török uralom idején muzulmán horvát lakossága volt. A muzulmánok a török kiűzése idején 1687 körül Boszniába távoztak. 1698-ban „Halilovczi” néven 8 portával szerepel a török uralom alól felszabadított szlavóniai települések összeírásában, míg „Galisech” lakatlan település volt. 
 1730-ban 3, 1760-ban 9 ház állt a településen.
Az első katonai felmérés térképén „Dorf Halilovczi”, illetve „Gallesics” néven látható. Lipszky János 1808-ban Budán kiadott repertóriumában „Allilovczy”, illetve „Gallessich” néven szerepel. Nagy Lajos 1829-ben kiadott művében „Allilovczi” néven 24 házzal, 201 katolikus vallású lakossal találjuk.
1857-ben 192, 1910-ben 299 lakosa volt. 1910-ben a népszámlálás adatai szerint lakosságának 85%-a horvát, 10%-a cseh, 5%-a német anyanyelvű volt. Pozsega vármegye Pozsegai járásának része volt. Az első világháború után 1918-ban az új szerb-horvát-szlovén állam, majd később (1929-ben) Jugoszlávia része lett. 1991-ben lakosságának 98%-a horvát nemzetiségű volt. A településnek 2001-ben 410 lakosa volt.

## Lakossága
| Lakosság változása | Lakosság változása | Lakosság változása | Lakosság változása | Lakosság változása | Lakosság változása | Lakosság változása | Lakosság változása | Lakosság változása | Lakosság változása | Lakosság változása | Lakosság változása | Lakosság változása | Lakosság változása | Lakosság változása | Lakosság változása |
| ------------------ | ------------------ | ------------------ | ------------------ | ------------------ | ------------------ | ------------------ | ------------------ | ------------------ | ------------------ | ------------------ | ------------------ | ------------------ | ------------------ | ------------------ | ------------------ |
| 1857               | 1869               | 1880               | 1890               | 1900               | 1910               | 1921               | 1931               | 1948               | 1953               | 1961               | 1971               | 1981               | 1991               | 2001               | 2011               |
| 192                | 197                | 194                | 226                | 269                | 299                | 314                | 358                | 355                | 359                | 358                | 416                | 463                | 454                | 470                | 410                |

## Nevezetességei
A Boldogságos Szűzanya tiszteletére szentelt római katolikus kápolnája a Kaptolból Pozsegára vezető út közelében egy kis ligetben található. A kápolnát 1925-ben építették és 1981-ben bővítették. A kápolnát Stjepan Topolčić akkori kaptoli plébános engedélyével egy pozsegai bőrműves Rudolf Sablek kezdte építeni teljesítve ezzel az első világháború idején tett fogadalmát. Az alilovci hívek önzetlenül segítették az építést, mely 1926-ra már be is fejeződött és felszentelhették az új épületet. Mivel az épület távol állt a falutól az idők folyamán többször is kifosztották, de sohasem sérült meg súlyosan. Megmaradtak a kápolna előtti gesztenyefák is a forrással, melyből sok vándor és helybeli pásztor oltotta szomját. A kápolna azóta is a környékbeliek kedvelt zarándokhelye.